# Stardom (gruppo musicale)
Gli Stardom sono un gruppo musicale new wave italiano.
Si definiscono “band europea con base a Milano” per le origini straniere del bassista Oliver Pavicevic e della tastierista Cristina Corti, ma nessuno di loro è originario di Milano.

## Storia
Nascono a Milano nel 2005 da un'idea del dj e cantante Riccardo Angiolani, del chitarrista Antonio Florita e del bassista Oliver Pavicevic, quest'ultimo originario della Lettonia, ma cresciuto a Belgrado. La loro musica, cantata in italiano, sebbene devota ad un post-punk di matrice anglosassone, contiene elementi di innovazione sia per quanto riguarda i testi, attenti ai costumi della generazione del nuovo millennio, sia per il suono del basso, con l'utilizzo della tecnica dello “slap”, inusuale per questo genere musicale.
Nei primi anni di vita subiscono alcuni aggiustamenti nella formazione, che in ultimo vede il terzetto originario affiancato dalla polistrumentista Cristina Corti e dal batterista Ivano Augugliaro. È dal vivo che la band si fa subito notare, suonando in locali e in contesti prestigiosi a fianco di artisti come Skeletal Family, Krisma, Garbo, Alice, Spizz, 999, Clan of Xymox e Christian Death. La loro presenza scenica, grazie ad un look stravagante memore del dandismo degli anni '80, non li fa passare inosservati.
Si presentano sul mercato discografico con il cofanetto di quattro cd “United Forces of Phoenix vol. 2” per la Nomadism Records, pubblicato nell'autunno 2007 e contenente tre loro brani inediti, dei quali “Puzzle” diventerà anche il primo videoclip ufficiale. Nel 2009 esce un loro singolo digitale dal titolo “Vetroplastica”, solo su piattaforma iTunes. Di lì a poco l'esordio discografico vero e proprio con l'album “Soviet della moda”, pubblicato nell'ottobre del 2010 dall'etichetta indipendente Danze Moderne. Terminato il tour promozionale del disco, gli Stardom si chiudono nuovamente in studio, ma senza Ivano Augugliaro, che nel frattempo ha lasciato la band. Il secondo album, dal titolo “Danze illiberali”, vedrà la luce nel dicembre del 2012, con il gruppo assestatosi definitivamente a quartetto.

## Formazione

### Formazione attuale
- Riccardo “RCD” Angiolani - voce
- Oliver Pavicevic - basso, tastiere
- Antonio “Fafnir” Florita - chitarra
- Cristina “LaCrisi” Corti - chitarra, tastiere

### Ex componenti
- Gianluca Ricciardi - tastiere  (2005-2007)
- Davide “Il Barone” Sgarra - batteria  (2006-2010)
- Ivano Augugliaro - batteria  (2010-2012)

## Discografia

### LP/CD
- 2010 - Soviet della moda
- 2012 - Danze illiberali
- 2015 - Make-Up

### Singoli/EP
- 2009 - Vetroplastica (singolo digitale – iTunes)

### Cd Compilation
- 2007 - United Forces of Phoenix vol. 2 (Gli Stardom partecipano con i brani “Puzzle” e “Senza fine”).
- 2012 - We Will Not Fall (Gli Stardom partecipano con il brano "Attimi isterici").
- 2014 - Remake Ottodix (gli Stardom reinterpretano il brano "Amore facile" degli Ottodix).
- 2022 – Parlami di me (gli Stardom reinterpretano il brano "Luna" degli Hiroshima Mon Amour).